# Aleksandr Aleksandrovič Polovcov
Aleksandr Aleksandrovič Polovcov (in russo Александр Александрович Половцов?; Rapti, 31 maggio 1832 – Rapti, 24 settembre 1909) è stato un nobile e politico russo.

## Biografia
Era il figlio del consigliere di Stato, Aleksandr Andreevič Polovcov (1805-1892), e di sua moglie, Agrafena Fëdorovna Tatiščeva (1811-1877). Si laureò presso la facoltà di giurisprudenza di San Pietroburgo. Dal 1851 servì nel 1° Dipartimento del Senato con il rango di consigliere titolare. Dal 1865 fu nominato consigliere di Stato. Fu membro della Commissione sotto il Ministero delle Finanze per la revisione del sistema delle imposte e tasse.
Dal 1873 fu consigliere segreto. Nel 1873 è stato nominato senatore. Nel gennaio del 1883 gli venne concesso la carica di segretario di Stato da Alessandro III. Nel giugno del 1892 lasciò la carica di Segretario di Stato e venne nominato membro del Consiglio di Stato. Partecipò allo sviluppo dell'istituzione della Duma di Stato e la riorganizzazione del Consiglio di Stato nella Camera Alta (1905-1906). 
Divenne membro fondatore della società storica imperiale russa (1866-1879) divenendone presidente nel 1879. Nel 1869 divenne membro onorario dell'Accademia russa di belle arti. Nel dicembre 1884 è stato eletto membro onorario dell'Accademia delle Scienze di San Pietroburgo. Nel maggio 1891 venne eletto membro corrispondente dell'Académie française. Si occupava anche di opere di carità ed educative, come le donazioni all'Accademia d'arte e industria.

## Matrimonio
Nel 1861 sposò Nadežda Michajlovna Juneva (1843-1908), la figlia illegittima del Granduca Michail Pavlovič e adottata dal barone Aleksandr Ljudvigovič Štiglic. Dopo la morte del barone Stieglitz nel 1884 Polovcov ereditò una parte considerevole della sua vasta fortuna. Ebbero quattro figli:
- Anna Aleksandrovna (1862-1917), sposò il principe Aleksandr Dmitrievič Obolenskij;
- Nadežda Aleksandrovna (1865-1920), sposò il conte Aleksej Aleksandrovič Bobrinskij;
- Aleksandr Aleksandrovič (1867-1944);
- Pëtr Aleksandrovič (1874-1964).

## Morte
Morì il 24 settembre 1909. Fu sepolto nella cripta di famiglia nella chiesa della Trinità situata a Ivangorod, accanto a sua moglie.